# Eisschnelllauf-Mehrkampfeuropameisterschaft 2005

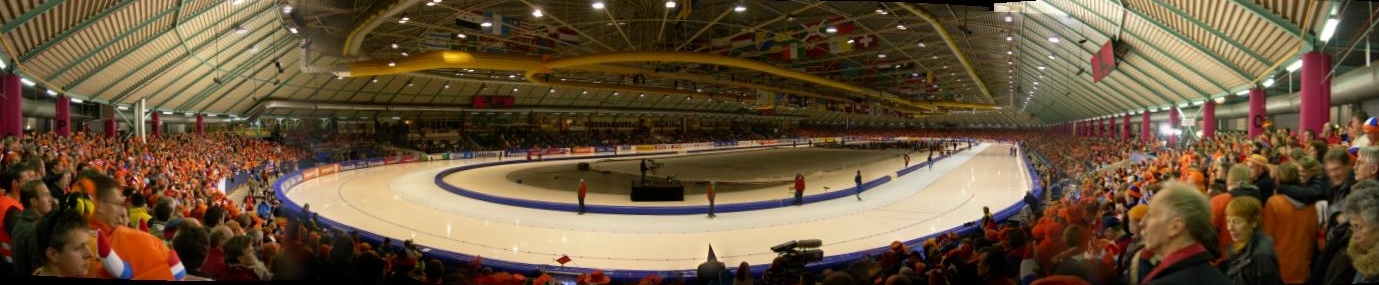
Thialf

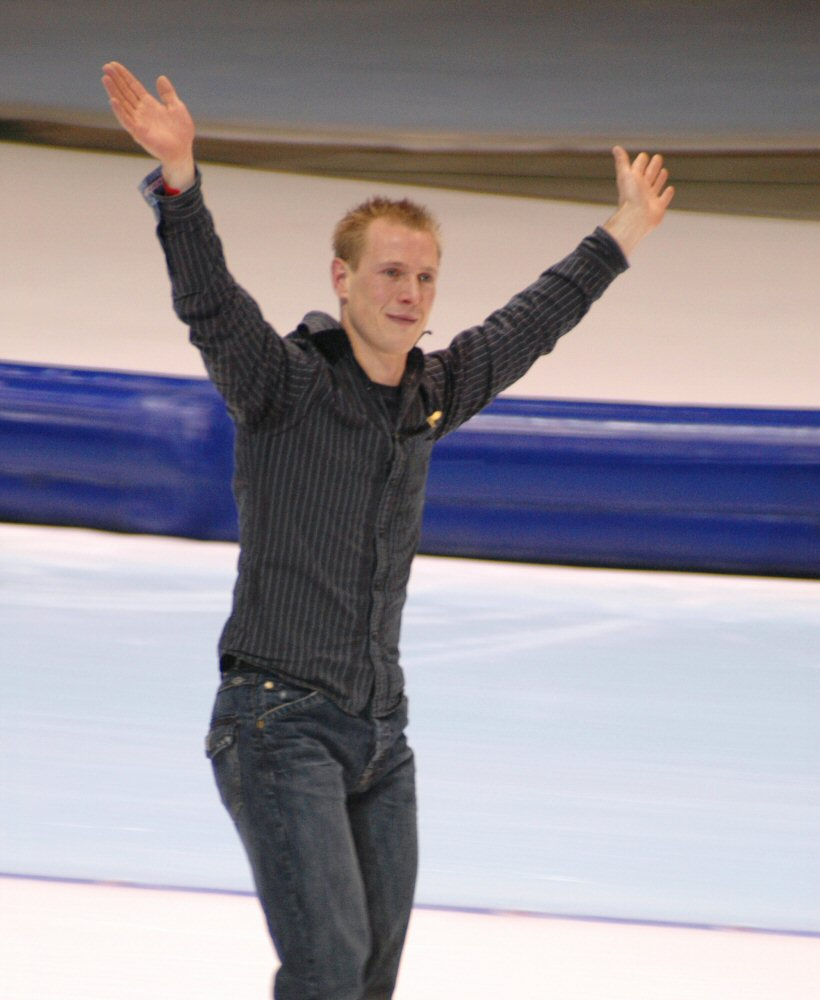
Europameister
Jochem Uytdehaage

Die 101. Mehrkampfeuropameisterschaft (30. Der Frauen) wurde vom 7. bis 9. Januar 2005 im Thialf im niederländischen Heerenveen ausgetragen.

## Teilnehmende Nationen
- 57 Sportler aus 15 Nationen nahmen am Mehrkampf teil.

| Teilnehmende Nationen              | Teilnehmende Nationen                   | Teilnehmende Nationen               | Teilnehmende Nationen     |
| ---------------------------------- | --------------------------------------- | ----------------------------------- | ------------------------- |
| Österreich Belgien Belarus Schweiz | Tschechien Deutschland Finnland Italien | Niederlande Norwegen Polen Rumänien | Russland Schweden Ukraine |

## Wettbewerb

### Frauen

#### Endstand Kleiner Vierkampf
- Zeigt die ersten zwölf Finalteilnehmerinnen der Mehrkampf-EM über 5000 Meter

| Rang | Name               | 500 Meter  | Pkt.  | 3000 Meter   | Pkt.  | 1500 Meter   | Pkt.  | 5000 Meter   | Pkt.  | Gesamt- punkte |
| ---- | ------------------ | ---------- | ----- | ------------ | ----- | ------------ | ----- | ------------ | ----- | -------------- |
| 1    | Anni Friesinger    | 39,36 (1)  | 39,36 | 4:08,72 (1)  | 41,45 | 1:57,39 (1)  | 39,13 | 7:05,87 (3)  | 42,58 | 162,530        |
| 2    | Daniela Anschütz   | 39,70 (2)  | 39,70 | 4:10,49 (7)  | 41,74 | 1:58,42 (2)  | 39,47 | 7:07,70 (5)  | 42,77 | 163,691        |
| 3    | Claudia Pechstein  | 40,29 (5)  | 40,29 | 4:09,83 (6)  | 41,63 | 1:59,66 (5)  | 39,88 | 7:02,62 (1)  | 42,26 | 164,076        |
| 4    | Ireen Wüst         | 40,37 (7)  | 40,37 | 4:08,84 (2)  | 41,47 | 1:58,86 (3)  | 39,62 | 7:09,23 (6)  | 42,92 | 164,386        |
| 5    | Renate Groenewold  | 40,72 (12) | 40,72 | 4:09,35 (4)  | 41,55 | 1:59,99 (9)  | 39,99 | 7:05,38 (2)  | 42,53 | 164,812        |
| 6    | Frédérique Ankoné  | 41,15 (15) | 41,15 | 4:09,53 (5)  | 41,58 | 1:59,18 (4)  | 39,72 | 7:07,26 (4)  | 42,72 | 165,190        |
| 7    | Moniek Kleinsman   | 40,68 (11) | 40,68 | 4:08,94 (3)  | 41,49 | 2:00,26 (10) | 40,08 | 7:10,14 (7)  | 43,01 | 165,270        |
| 8    | Nicola Mayr        | 39,95 (3)  | 39,95 | 4:15,07 (9)  | 42,51 | 1:59,89 (7)  | 39,96 | 7:23,46 (12) | 44,34 | 166,770        |
| 9    | Swetlana Wyssokowa | 40,50 (9)  | 40,50 | 4:13,61 (8)  | 42,26 | 2:01,82 (12) | 40,60 | 7:15,84 (8)  | 43,58 | 166,958        |
| 10   | Olga Tarassowa     | 40,34 (6)  | 40,34 | 4:17,80 (14) | 42,96 | 1:59,75 (6)  | 39,91 | 7:23,48 (13) | 44,34 | 167,570        |
| 11   | Katrin Kalex       | 40,89 (13) | 40,89 | 4:15,84 (11) | 42,64 | 2:02,06 (14) | 40,68 | 7:17,22 (10) | 43,72 | 167,938        |
| 12   | Katarzyna Wójcicka | 40,63 (10) | 40,63 | 4:15,35 (10) | 42,55 | 1:59,91 (8)  | 39,97 | 7:29,10 (14) | 44,91 | 168,068        |

#### 500 Meter
| Platz | Name               | Land        | Zeit  | Punkte |
| ----- | ------------------ | ----------- | ----- | ------ |
| 1     | Anni Friesinger    | Deutschland | 39,36 | 39,36  |
| 2     | Daniela Anschütz   | Deutschland | 39,70 | 39,70  |
| 3     | Nicola Mayr        | Italien     | 39,95 | 39,95  |
| 4     | Annette Bjelkevik  | Norwegen    | 40,07 | 40,07  |
| 5     | Claudia Pechstein  | Deutschland | 40,29 | 40,29  |
| 6     | Olga Tarassowa     | Russland    | 40,34 | 40,34  |
| 7     | Ireen Wüst         | Niederlande | 40,37 | 40,37  |
| 8     | Warwara Baryschewa | Russland    | 40,40 | 40,40  |
| 9     | Swetlana Wyssokowa | Russland    | 40,50 | 40,50  |
| 10    | Katarzyna Wójcicka | Polen       | 40,63 | 40,63  |
|       |                    |             |       |        |
| 13    | Katrin Kalex       | Deutschland | 40,89 | 40,89  |
| 19    | Anna Rokita        | Österreich  | 41,43 | 41,43  |

#### 3000 Meter
| Platz | Name               | Land        | Zeit    | Punkte |
| ----- | ------------------ | ----------- | ------- | ------ |
| 1     | Anni Friesinger    | Deutschland | 4:08,72 | 24,87  |
| 2     | Ireen Wüst         | Niederlande | 4:08,84 | 24,88  |
| 3     | Moniek Kleinsman   | Niederlande | 4:08,94 | 24,89  |
| 4     | Renate Groenewold  | Niederlande | 4:09,35 | 24,93  |
| 5     | Frédérique Ankoné  | Niederlande | 4:09,53 | 24,95  |
| 6     | Claudia Pechstein  | Deutschland | 4:09,83 | 24,98  |
| 7     | Daniela Anschütz   | Deutschland | 4:10,49 | 25,04  |
| 8     | Swetlana Wyssokowa | Russland    | 4:13,61 | 25,36  |
| 9     | Nicola Mayr        | Italien     | 4:15,07 | 25,50  |
| 10    | Katarzyna Wójcicka | Polen       | 4:15,35 | 25,53  |
|       |                    |             |         |        |
| 11    | Katrin Kalex       | Deutschland | 4:15,84 | 25,58  |
| 15    | Anna Rokita        | Österreich  | 4:19,52 | 25,95  |

#### 1500 Meter
| Platz | Name               | Land        | Zeit    | Punkte |
| ----- | ------------------ | ----------- | ------- | ------ |
| 1     | Anni Friesinger    | Deutschland | 1:57,39 | 39,13  |
| 2     | Daniela Anschütz   | Deutschland | 1:58,42 | 39,47  |
| 3     | Ireen Wüst         | Niederlande | 1:58,86 | 39,62  |
| 4     | Frédérique Ankoné  | Niederlande | 1:59,18 | 39,72  |
| 5     | Claudia Pechstein  | Deutschland | 1:59,66 | 39,88  |
| 6     | Olga Tarassowa     | Russland    | 1:59,75 | 39,91  |
| 7     | Nicola Mayr        | Italien     | 1:59,89 | 39,96  |
| 8     | Katarzyna Wójcicka | Polen       | 1:59,91 | 39,97  |
| 9     | Renate Groenewold  | Niederlande | 1:59,99 | 39,99  |
| 10    | Moniek Kleinsman   | Niederlande | 2:00,26 | 40,08  |
|       |                    |             |         |        |
| 14    | Katrin Kalex       | Deutschland | 2:02,06 | 40,68  |
| 17    | Anna Rokita        | Österreich  | 2:03,64 | 41,21  |

#### 5000 Meter
| Platz | Name               | Land        | Zeit    | Punkte |
| ----- | ------------------ | ----------- | ------- | ------ |
| 1     | Claudia Pechstein  | Deutschland | 7:02,62 | 42,26  |
| 2     | Renate Groenewold  | Niederlande | 7:05,38 | 42,53  |
| 3     | Anni Friesinger    | Deutschland | 7:05,87 | 42,58  |
| 4     | Frédérique Ankoné  | Niederlande | 7:07,26 | 42,72  |
| 5     | Daniela Anschütz   | Deutschland | 7:07,70 | 42,77  |
| 6     | Ireen Wüst         | Niederlande | 7:09,23 | 42,92  |
| 7     | Moniek Kleinsman   | Niederlande | 7:10,14 | 43,01  |
| 8     | Swetlana Wyssokowa | Russland    | 7:15,84 | 43,58  |
| 9     | Maren Haugli       | Norwegen    | 7:17,00 | 43,70  |
| 10    | Katrin Kalex       | Deutschland | 7:17,22 | 43,72  |
|       |                    |             |         |        |
| 11    | Anna Rokita        | Österreich  | 7:18,79 | 43,87  |

### Männer

#### Endstand Großer Vierkampf
- Zeigt die ersten zwölf Finalteilnehmer der Mehrkampf-EM über 10.000 Meter

| Rang | Name              | 500 Meter  | Pkt.  | 5000 Meter   | Pkt.  | 1500 Meter   | Pkt.  | 10.000 Meter       | Pkt.  | Gesamt- punkte |
| ---- | ----------------- | ---------- | ----- | ------------ | ----- | ------------ | ----- | ------------------ | ----- | -------------- |
| 1    | Jochem Uytdehaage | 36,40 (2)  | 36,40 | 6:25,72 (5)  | 38,57 | 1:47,45 (1)  | 35,81 | 13:24,19 (5)       | 40,20 | 150,997        |
| 2    | Sven Kramer       | 37,12 (10) | 37,12 | 6:24,29 (3)  | 38,42 | 1:48,23 (4)  | 36,07 | 13:09,65 (2) (JWR) | 39,48 | 151,107        |
| 3    | Carl Verheijen    | 37,18 (12) | 37,18 | 6:24,27 (2)  | 38,42 | 1:48,20 (3)  | 36,06 | 13:16,30 (3)       | 39,81 | 151,488        |
| 4    | Mark Tuitert      | 36,08 (1)  | 36,08 | 6:28,38 (7)  | 38,83 | 1:47,60 (2)  | 35,86 | 13:39,39 (10)      | 40,96 | 151,753        |
| 5    | Eskil Ervik       | 37,41 (16) | 37,41 | 6:23,40 (1)  | 38,34 | 1:48,25 (5)  | 36,08 | 13:20,02 (4)       | 40,00 | 151,834        |
| 6    | Enrico Fabris     | 36,71 (5)  | 36,71 | 6:24,58 (4)  | 38,45 | 1:48,53 (6)  | 36,17 | 13:30,67 (6)       | 40,53 | 151,877        |
| 7    | Iwan Skobrew      | 37,17 (11) | 37,17 | 6:34,83 (11) | 39,48 | 1:49,19 (8)  | 36,39 | 13:36,14 (7)       | 40,80 | 153,856        |
| 8    | Øystein Grødum    | 39,13 (28) | 39,13 | 6:26,01 (6)  | 38,60 | 1:51,00 (15) | 37,00 | 13:06,81 (1)       | 39,34 | 154,071        |
| 9    | Johan Röjler      | 37,47 (18) | 37,47 | 6:29,21 (8)  | 38,92 | 1:49,73 (9)  | 36,57 | 13:45,48 (12)      | 41,27 | 154,241        |
| 10   | Håvard Bøkko      | 37,00 (7)  | 37,00 | 6:38,14 (14) | 39,81 | 1:50,75 (13) | 36,91 | 13:46,08 (14)      | 41,30 | 155,034        |
| 11   | Stefan Heythausen | 37,05 (8)  | 37,05 | 6:41,20 (15) | 40,12 | 1:50,75 (13) | 36,91 | 13:45,53 (13)      | 41,27 | 155,362        |
| 12   | Bart Veldkamp     | 38,18 (24) | 38,18 | 6:32,68 (10) | 39,26 | 1:51,64 (20) | 37,21 | 13:38,53 (9)       | 40,92 | 155,587        |

#### 500 Meter
| Platz | Name                 | Land        | Zeit  | Punkte |
| ----- | -------------------- | ----------- | ----- | ------ |
| 1     | Mark Tuitert         | Niederlande | 36,08 | 36,08  |
| 2     | Jochem Uytdehaage    | Niederlande | 36,40 | 36,40  |
| 3     | Jan Friesinger       | Deutschland | 36,43 | 36,43  |
| 4     | Jewgeni Lalenkow     | Russland    | 36,59 | 36,59  |
| 5     | Enrico Fabris        | Italien     | 36,71 | 36,71  |
| 6     | Thomas Falger        | Österreich  | 36,97 | 36,97  |
| 7     | Håvard Bøkko         | Norwegen    | 37,00 | 37,00  |
| 8     | Stefan Heythausen    | Deutschland | 37,05 | 37,05  |
| 9     | Vesa Rosendahl       | Finnland    | 37,08 | 37,08  |
| 10    | Sven Kramer          | Niederlande | 37,12 | 37,12  |
|       |                      |             |       |        |
| 25    | Marco Weber          | Deutschland | 38,48 | 38,48  |
| 26    | Marnix ten Kortenaar | Österreich  | 38,82 | 38,82  |

#### 5000 Meter
| Platz | Name                 | Land        | Zeit    | Punkte |
| ----- | -------------------- | ----------- | ------- | ------ |
| 1     | Eskil Ervik          | Norwegen    | 6:23,40 | 38,34  |
| 2     | Carl Verheijen       | Niederlande | 6:24,27 | 38,42  |
| 3     | Sven Kramer          | Niederlande | 6:24,29 | 38,42  |
| 4     | Enrico Fabris        | Italien     | 6:24,58 | 38,45  |
| 5     | Jochem Uytdehaage    | Niederlande | 6:25,72 | 38,57  |
| 6     | Øystein Grødum       | Norwegen    | 6:26,01 | 38,60  |
| 7     | Mark Tuitert         | Niederlande | 6:28,38 | 38,83  |
| 8     | Johan Röjler         | Schweden    | 6:29,21 | 38,92  |
| 9     | Paweł Jan Zygmunt    | Polen       | 6:32,45 | 39,24  |
| 10    | Bart Veldkamp        | Belgien     | 6:32,68 | 39,26  |
|       |                      |             |         |        |
| 12    | Marco Weber          | Deutschland | 6:36,55 | 39,65  |
| 15    | Stefan Heythausen    | Deutschland | 6:41,20 | 40,12  |
| 21    | Marnix ten Kortenaar | Österreich  | 6:50,84 | 41,08  |
| 22    | Jan Friesinger       | Deutschland | 6:52,49 | 41,24  |
| 27    | Ronald Bosker        | Schweiz     | 6:56,71 | 41,67  |
| 28    | Thomas Falger        | Österreich  | 7:01,76 | 42,17  |

#### 1500 Meter
| Platz | Name                 | Land        | Zeit    | Punkte |
| ----- | -------------------- | ----------- | ------- | ------ |
| 1     | Jochem Uytdehaage    | Niederlande | 1:47,45 | 35,81  |
| 2     | Mark Tuitert         | Niederlande | 1:47,60 | 35,86  |
| 3     | Carl Verheijen       | Niederlande | 1:48,20 | 36,06  |
| 4     | Sven Kramer          | Niederlande | 1:48,23 | 36,07  |
| 5     | Eskil Ervik          | Norwegen    | 1:48,25 | 36,08  |
| 6     | Enrico Fabris        | Italien     | 1:48,53 | 36,17  |
| 7     | Jewgeni Lalenkow     | Russland    | 1:48,78 | 36,26  |
| 8     | Iwan Skobrew         | Russland    | 1:49,19 | 36,39  |
| 9     | Johan Röjler         | Schweden    | 1:49,73 | 36,57  |
| 10    | Matteo Anesi         | Italien     | 1:49,90 | 36,63  |
|       |                      |             |         |        |
| 13    | Stefan Heythausen    | Deutschland | 1:50,75 | 36,91  |
| 15    | Jan Friesinger       | Deutschland | 1:51,00 | 37,00  |
| 19    | Marco Weber          | Deutschland | 1:51,47 | 37,15  |
| 29    | Marnix ten Kortenaar | Österreich  | 1:55,29 | 38,43  |
| 30    | Thomas Falger        | Österreich  | 1:55,36 | 38,45  |

#### 10.000 Meter
| Platz | Name              | Land        | Zeit           | Punkte |
| ----- | ----------------- | ----------- | -------------- | ------ |
| 1     | Øystein Grødum    | Norwegen    | 13:06,81       | 39,34  |
| 2     | Sven Kramer       | Niederlande | 13:09,65 (JWR) | 39,48  |
| 3     | Carl Verheijen    | Niederlande | 13:16,30       | 39,81  |
| 4     | Eskil Ervik       | Norwegen    | 13:20,02       | 40,00  |
| 5     | Jochem Uytdehaage | Niederlande | 13:24,19       | 40,20  |
| 6     | Enrico Fabris     | Italien     | 13:30,67       | 40,53  |
| 7     | Iwan Skobrew      | Russland    | 13:36,14       | 40,80  |
| 8     | Marco Weber       | Deutschland | 13:37,24       | 40,86  |
| 9     | Bart Veldkamp     | Belgien     | 13:38,53       | 40,92  |
| 10    | Mark Tuitert      | Niederlande | 13:39,39       | 40,96  |
|       |                   |             |                |        |
| 13    | Stefan Heythausen | Deutschland | 13:45,53       | 41,27  |